# Rafael Latorre Roca
Rafael Latorre Roca (Zaragoza, 1880-1968) fue un militar español del arma de artillería que alcanzó el grado de teniente general y participó en la Guerra Civil Española en el bando sublevado. Tras su retirada del ejército, ocupó entre 1947 y 1957 el puesto de delegado del gobierno en la Confederación Hidrográfica del Duero. Sus diarios personales, en muchas ocasiones críticos con el régimen franquista, han sido editados por el historiador Jaume Claret Miranda en forma de libro con el título: Ganar la guerra, perder la paz. Memorias del general Latorre Roca.

## Guerra civil
Durante la guerra civil participó en diferentes acciones militares en el País Vasco, entre ellas la toma de Tolosa. Obtuvo el mando de una columna que avanzó por la costa de Guipúzcoa y ocupó las localidades de Mendizorroza, Zarauz, Zumaya, Deva, Ondárroa y Berriatúa. Tras ser ascendido a coronel dirigió la III Brigada de Navarra y participó en la ofensiva sobre Vizcaya, tomando las localidades de Uncella y Olaeta.  Cuando tuvo lugar el desplome de las líneas defensivas del ejército de la Segunda República Española en el País Vasco, ocupó Lezama, Amurrio, Respaldiza, Menagaray y Llanteno. El 15 de abril de 1940 fue ascendido a general de brigada. El 30 de septiembre de 1943, el dictador Francisco Franco le concedió la Gran Cruz de la Orden del Mérito  Militar, con  distintivo  blanco.

## Escritor
En su faceta de escritor publicó:
- Problemas de España: económicos, sociales, morales, religiosos e internacionales. Pamplona: Editorial Aramburu, 1957, 178 páginas.